# Franciză
Franciza este operațiunea care îmbracă forma unui contract prin care o persoană numită francizor îi acordă unei alte persoane, numită beneficiar sau  francizat, dreptul de exploatare a unui ansamblu de drepturi de proprietate industrială sau intelectuală, în scopul de producție sau de comercializare a anumitor tipuri de produse și/sau de servicii. 
Obținerea unei francize implică plata unei taxe de intrare în sistem precum și a unor redevențe anuale, de regulă sub forma unui procent din cifra de afaceri.

## Avantaje și dezavantaje

#### Avantaje
Beneficiarul unei francize are avantajul de a exploata o marcă de prestigiu, și de a intra pe o piață concurențială folosind tehnici de producție, comercializare și marketing perfecționate în timp, și cu un grad înalt de rentabilitate. 
Probabil cel mai important avantaj pentru francizat este achiziționarea sau utilizarea unui produs sau serviciu consacrat.
Francizatul lucrează sub protecția unui brand, ce este deja cunoscut și prezent în conștiința publicului. Astfel este mult mai ușor să atragi clienți. De asemenea, ei beneficiază de renumele, mărcile comerciale, dreptul de autor, secretele de producție comercială sau alte proceduri secrete și de succes deținute sistemul de franciză. 
De obicei, în faza de demarare a afacerii, resursele de capital ale unui întreprinzător sunt destul de limitate. Capacitățile de împrumut de fonduri ale întreprinzătorului sunt, de obicei, foarte reduse. Formarea unei relații cu o afacere în franciză îi permite francizatului aspirant să își îmbunătățească abilitatea de a obține asistență financiară.

#### Dezavantaje
Principalul dezavantaj este dat de costurile francizei. Pe lângă taxa de acordare a francizei și redevențele anuale, care diminuează profitul beneficiarului, acesta trebuie să mențină permanent un anumit standard de calitate.

## Contractul de franciză
Franciza este una dintre operațiunile folosite pe scară largă în comerțul internațional. În contractul de franciză participă două persoane: pe de o parte, francizorul sau concedentul și, pe de altă parte, beneficiarul sau concesionarul. Obiectul contractului este format 
din concesiunea unei mărci de fabrică sau de serviciu, împreună cu asistența tehnică și toate cunoștințele necesare pentru exploatarea acesteia. Cunoștințele transmise pot avea atât natură industrială cât și comercială întrucât în desfășurarea activității sale, beneficiarul francizei poate fi atât producător cât și distribuitor.
Pentru desfășurea contractului, francizorul trebuie să îi furnizeze partenerului său elemente de engineering și know-how privind amenajarea și organizarea întreprinderii, elemente de marketing cuprinzând metodele, mijloacele și tehnicile de comercializare a produsului sau serviciului, și mijloacele pentru pregătirea profesională a personalului. Francizorul este ținut să acorde asistență tehnică pe toată durata de desfășurare a contractului de franciză.

## Cadrul juridic
Prin Legea nr.179/2019 privind regimul juridic al francizei în România, se definesc următorii termeni:
„Articol 1 se modifică și va avea următorul cuprins:
„Art. 1. – (1) Franciza reprezintă un sistem de comercializare a produselor și/sau al serviciilor și/sau al tehnologiilor. Bazat pe o colaborare continuă între persoanele fizice sau juridice independente din punct de vedere juridic și financiar. Prin care o persoană, denumită francizor, acordă altei persoane, denumită francizat, dreptul și impune obligația de a exploata o afacere. In conformitate cu conceptul francizorului.

Acest drept autorizează și obligă pe francizat, în schimbul unei contribuții financiare directe sau indirecte. Să utilizeze mărcile de produse și/sau de servicii. Alte drepturi de proprietate intelectuală sau industrială protejate, know-how-ul, drepturile de autor.Precum și însemne ale comercianților. Beneficiind de un aport continuu de asistenta comercială și/sau tehnică din partea francizorului. In cadrul și pe durata contractului de franciza încheiat între părți în acest scop.”
Francizorul este un profesionist care:
a) este titularul drepturilor asupra unei mărci înregistrate sau a oricărui alt drept de proprietate intelectuală sau industrială. Drepturile trebuie să fie exercitate pe o durată cel puțin egală cu durata contractului de franciza.
b) conferă dreptul de a exploata ori de a dezvolta o afacere, un produs, o tehnologie sau un serviciu.
c) asigură francizatului o pregătire inițială pentru exploatarea mărcii înregistrate.
d) utilizează personal și mijloace financiare pentru promovarea mărcii sale, cercetării și inovației, asigurând dezvoltarea și viabilitatea produsului.
e) demonstrează aplicarea concretă a cunoștințelor pe care le deține, în cadrul unei unități-pilot. Obiectivele principale ale unității-pilot sunt testarea și definitivarea formulei de afaceri.
(3) Francizatul este un profesionist, persoană fizică sau juridică, selecționat de francizor, care aderă la principiul omogenității rețelei de franciza. Așa cum este ea definită de către francizori.
(4) Rețeaua de franciza cuprinde un ansamblu de raporturi contractuale între un francizor și mai mulți francizați. In scopul promovării unei tehnologii, unui produs sau serviciu, precum și pentru dezvoltarea producției și distribuției unui produs sau serviciu. Francizatul este susținut de către francizor, prin aportul continuu de asistență comercială și/sau tehnică. In cadrul și pe durata contractului de franciza încheiat între părți.
(5) Unitatea-pilot este echivalentul unui prototip, având scopul de a asigura cea mai facilă cale de aplicare în practică a rețetei de succes a francizorului. De a testa sistemul de franciza și infrastructura acestuia, servind proiectării programului de franciza și elaborării manualelor de instruire și a operațiunilor zilnice.”
În limbajul uzual, beneficiarul unei francize se mai numește și francizat sau francizer.
Contractul de franciza trebuie să reflecte interesele membrilor rețelei de franciză, protejând drepturile de proprietate industrială sau intelectuală ale francizorului, prin menținerea identității comune și a reputației rețelei de franciză.
Etimologic, termenul "contract" provine din latinescul contrahere (a trage împreună). Juridic, contractul reprezintă, conform prevederilor articolului 942 Cod civil, acordul de voință dintre două sau mai multe persoane prin care se nasc, se modifică sau se sting drepturi și obligații. În dreptul roman, termenul de contract este echivalent cu cel de convenție, concluzie care rezultă indubitabil din expresia folosită de legiuitor: titlul III din Codul civil fiind denumit "Despre contracte sau convenții". În dreptul francez, termenul de contract a fost folosit inițial pentru a desemna acordul de voință creator de obligații numai în cazurile expres arătate de legiuitor într-una din următoarele forme: verbală, scrisă sau remiterea obiectului contractului.
Dreptul englez tratează contractul drept o afacere și rareori ca acord de voință care să se bazeze pe încredere.
În dreptul american contemporan, contractul este privit ca un instrument de schimburi economice, distingându-se două varietăți:
- contractul clasic, care presupune negocieri prealabile, efectele sale fiind instantanee (de exemplu, cumpărarea unui produs de consum);
- contractul relațional, care are o mare importanță economică și socială, încheierea sa fiind precedată de lungi tratative și negocieri vizând un număr considerabil de persoane, fiind renegociabil.
La articolul 2, alineatele (2) și (3) se modifică și vor avea următorul cuprins:
„(2) Francizorul furnizează viitorului francizat informații care îi permit acestuia să participe, în deplină cunoștință de cauză, la derularea contractului de franciza.
(3) Francizorul furnizează potențialului francizat un document de dezvăluire de informații, care trebuie să conțină date specifice, referitoare la:
a) istoricul și experiența francizorului.
b) amănunte privind identitatea managementului francizei.
c) istoricul de litigii al francizorului și al conducerii acestuia.
d) suma inițială pe care trebuie să o investească francizatul.
e) obligațiile reciproce ale părților.
f) copii ale rezultatului financiar al francizorului din ultimul an.
g) deținerea informațiilor cu privire la unitatea-pilot.
La articolul 2, după alineatul (3) se introduce un nou alineat, alineatul (4), cu următorul cuprins:
„(4) Până la debutul rețelei sale de franciza, francizorul va opera eficient un concept de afaceri, pentru o perioadă de cel puțin un an, în minimum o unitate- pilot.”
4.În tot cuprinsul ordonanței, termenul „beneficiar” se înlocuiește cu termenul „francizat”.
Art. III. – (1) În termen de 60 de zile de la intrarea în vigoare a prezentei legi. Asociația Română de Franciza, asociație de utilitate publică, înființează Registrul Național de Franciza în care se înregistrează. Informațiile furnizate de către francizori prin documentul de dezvăluire de informații.
Francizorii au posibilitatea de a înregistra în mod gratuit documentul de dezvăluire de informații în Registrul Național de Franciza.
(2) Conținutul și modalitatea de administrare a Registrului Național de Franciza se stabilesc prin ordin al conducătorului autorității publice centrale cu atribuții în domeniul mediului de afaceri. In termen de 30 de zile de la intrarea în vigoare a prezentei legi.

## Franciza în România
La începutul anului 2006 a luat ființă în România, Asociația Română de Franciză o organizație non-guvernamentală, apolitică și non-lucrativă, la inițiativa unor oameni de afaceri americani și români care activează în domeniul francizei din România și SUA, ca francizor, francizat sau consultant. Ideea creării unui organism oficial care să răspundă nevoii de informare a mediului de afaceri în sistem de franciză și care să promoveze și să dezvolte franciză ca metodă comercială, pe piață românească, s-a concretizat prin apariția Asociației Române de Franciză (ARF). Singură asociație profesională care are un cod de etică în domeniul francizei și o comisie de mediere în vederea rezolvării conflictelor dintre francizor și francizat.
La începutul anului 2002 în România erau aproximativ 30 de lanțuri de franciză. 
În anul 2005, existau 171 de rețele de franciză care înregistrau o cifră de afaceri cumulată de 730 de milioane de Euro. 
La finalul anului 2014, conform Studiului Realizat de către Inventure Franchise Consulting pentru Catalogul Francizelor din România , existau 330 de concepte (dintre care 315 aveau minim o unitate operațională) care au generat o cifră de afaceri de 1,6 mld Euro. Principalele țări de origine sunt: Statele Unite ale Americii (18%), Franța (17%), Italia (16%).
67% dintre francizele prezente pe piață sunt francize internaționale, însă în ultimii ani au luat avânt și cele românești, înregistrând un real succes de la un an la altul. 
Un alt aspect care vine în ajutorul mediului de afaceri este si promulgarea legii nr. 179 din octombrie 2019, care impune reguli stricte privind înregistrarea și autorizarea companiilor românești.  
Conform Catalogului Francizelor din România , la finalul anului 2015, piața a crescut cu 19% până la 1,9 mld Euro, iar numărul rețelelor de franciză a crescut până la 385 (dintre care 344 aveau minim o unitate operațională).
Cele mai ieftine francize în România pornesc de la aproximativ 200 de euro iar cele mai scumpe ajung la câteva zeci de mii de euro.
Pe piața românească ar fi loc pentru francize, mai ales că o asemenea afacere are, din start, 80% șanse de reușită. În România, principala piedică în dezvoltarea acestui sistem este costul mare al finanțării. Așa că astfel de afaceri au, deocamdată, o pondere de numai 7% din totalul comerțului. Majoritatea băncilor percep dobânzi și comisioane foarte mari și, în plus, sunt foarte reticente în a împrumuta o firmă care „împrumută“, la rândul ei, o afacere. Există chiar companii care își vând brandurile numai celor care își deschid o firma nouă, considerând că în acest fel se reduce riscul de compromitere a mărcii pe piață.
Categorii de franciză
Corespunzător domeniilor de activitate economică și manierei în care se realizează, se disting acorduri de franciză în domeniul producției de bunuri, a distribuției de mărfuri și a prestărilor de servicii, precum și o formă specială de franciză denumită și întâlnită frecvent sub denumirea de "master franchise" sau franciza principală.
Acorduri de franciză industrială
Acordurile de franciză industrială vizează producția de bunuri. Francizatul este autorizat, prin mijlocirea unei licențe, să fabrice, sub marca francizorului și cu asistența sa tehnică, produsele acestuia. Francizorul are astfel posibilitatea de a-și face cunoscute produsele sale în străinătate sub propria sa marcă, fără a fi nevoit să facă investiții importante. Francizorul acorda consultanță managerială, pregătește personalul, oferă asistență tehnică și comercială, know-how-ul, dreptul de a folosi marca sa, precum și alte drepturi de proprietate industrială și intelectuală, se ocupă de publicitate. Foarte cunoscute acorduri de franciză industrială sunt cele care au ca obiect produsele CAMPARI, SCHWEPPES, COCA-COLA și PEPSI-COLA.
Acorduri de franciză de distribuție
În aceste acorduri, francizorul este fie un producător care desface produsele sale prin intermediul unui francizat, fie un angrosist care revinde produsele sub marca sa unor francizați. În aceste acorduri, francizorul acordă consultanță, pregătește personalul, oferă francizatului dreptul de a folosi marca sa pentru produsele ce fac obiecții francizei etc.
Francize de distribuție foarte cunoscute sunt: SANTAL, VERITAS, UNIC, YVES ROCHER, CHRIS-TIANSENS.
Acorduri de franciză de servicii
Sunt acorduri prin care francizorul, care a pus la punct o metodă sau o tehnică specifică de prestare de servicii, autorizează pe francizat să utilizeze aceste metode și tehnici în prestarea aceluiași gen de servicii.
Aceste tipuri de acorduri de franciză sunt cele mai răspândite, între ele numărându-se: FAST-FOODS, MC DONALD’S, PIZZA HUT, HERTZ, AVIS, RENT A CAR, SHERATON, HILTON, HOLIDAY INN etc.
Acordurile de franciză nu se limitează la cele enunțate. Legea noastră vorbește despre franciză în domeniul exploatării și dezvoltării unor afaceri, produse, tehnologii sau servicii.